# Bucoșnița (gmina)
Gmina Bucoșnița – gmina w okręgu Caraș-Severin w zachodniej Rumunii. Zamieszkuje ją 2978 osób. W skład gminy wchodzą miejscowości Bucoșnița, Goleț, Petroșnița i Vălișoara. 